# Роб Лоу
Роберт Хеплер „Роб“ Лоу (енгл. Robert Hepler „Rob“ Lowe) је амерички глумац, рођен 17. марта 1964, у Шарлотсвилу, Вирџинија, САД. Млађи брат му је познати амерички глумац Чед Лоу.